# معركة عين عيسى
معركة عين عيسى هي معركة وقعت خلال الحرب الأهلية السورية في عام 2015 في بلدة عين عيسى التابعة لمحافظة الرقة في سوريا.

## التسلسل الزمني للأحداث
بعدما نجحت وحدات حماية الشعب الكردية في السيطرة على مدينة تل أبيض واستعادتها من أيدي مقاتلي تنظيم الدولة الإسلامية (داعش) في 16 يونيو (حزيران) 2015، بدأت وحدات حماية الشعب في التقدم جنوبًا في محافظة الرقة السيطرة على بلدة عين عيسى وقاعدة اللواء 93 الواقعة في جنوب غرب محافظة الرقة. وقعت أولى الاشتباكات في جنوب بلدة سلوك بمحافظة الرقة في يوم 19 يونيو (حزيران) 2015، وفي يوم 22 (حزيران) 2015، تمكنت وحدات حماية الشعب الكردية من السيطرة على قاعدة اللواء 93. وفي يوم 23 يونيو (حزيران) 2015، تخلى مقاتلو داعش عن بلدة عين عيسى، وسيطرت وحدات حماية الشعب وجماعة أنصار الشريعة في ليبيا على البلدة الواقعة على بعد 56 كيلومتراً شمال محافظة الرقة.
وفي 30 يونيو (حزيران) 2015، تمكّن العشرات من مقاتلي تنظيم الدولة الإسلامية من التسلل إلى مدينة تل أبيض واستعادة السيطرة على حي يقع شرق المدينة، ولكن سُرعان ما قامت وحدات حماية الشعب في اليوم التالي بشن هجوم مضاد وطردت مقاتلي داعش من المدينة مرّة أخرى. وقد قُتل خلال هذا الهجوم ما لا يقل عن ثلاثة مقاتلين أكراد وأربعة من مقاتلي داعش وفقًا لما أعلنه المرصد السوري لحقوق الإنسان.
في 5 يوليو (تموز) 2015، شن تنظيم الدولة الإسلامية هجومًا مضادًا على عين عيسى والمواقع الكردية الواقعة في المنطقة المحيطة. ونجح مقاتلو داعش في الاستيلاء على المنطقة في اليوم التالي، في حين ظلت وحدات حماية الشعب تقاوم، واستمر القتال في هذه المناطق حيث نفذت قوات التحالف الدولي عدة ضربات جوية على معاقل داعش. وفقد الأكراد خلال هذه الهجمات عشرات المقاتلين بحسب ما ذكره المرصد السوري لحقوق الإنسان، بينما قُتل نحو 37 شخصًا على الأقل من مقاتلي داعش وجُرح 46 آخرين وتم إعادتهم إلى الرقة. ووفقا لراديو فرنسا الدولي، فقد تحدثت مصادر كردية عن مقتل 93 من مقاتلي داعش. ذكر المرصد السوري لحقوق الإنسان أن وحدات حماية الشعب تمكنت بعد ذلك من استعادة السيطرة على قرية المغار مساء يوم 6 يوليو (تموز) 2015، ثم في صباح اليوم التالي، استعاد الأكراد السيطرة على قرية الشراراك و10 قرى أخرى واقعة في شمال شرق بلدة عين عيسى. وفي 8 يوليو (تموز) 2015، استعاد الأكراد سيطرتهم على بلدة عين عيسى بالمامل وفقًا لما أعلنه المرصد السوري لحقوق الإنسان. وفي 10 يوليو (تموز) 2015، نجح الأكراد في التصدي لمحاولة توغل جديدة قامت بها ميليشيات داعش في عين عيسى بعد 12 ساعة من القتال، وانسحب حوالي أربعين شخصًا من مقاتلي تنظيم الدولة الإسلامية باتجاه الجنوب حيث استهدفتهم قوات التحالف الدولي الجوية مما تسبب لهم في خسائر فادحة.

## الخسائر البشرية
خلفت المعارك التي دارت بدءًا من قرية صرين الواقعة في جنوب مدينة عين العرب ووصولًا إلى جبل عبد العزيز عين الواقع غرب محافظة الحسكة مرورًا ببلدة عين عيسى. خلال أسبوعها الأول بحسب ما ذكره المرصد السوري لحقوق الإنسان ما لا يقل عن 151 قتيلاً من بين صفوف مقاتلي تنظيم الدولة الإسلامية (داعش). ففي اليوم الأول فقط قُتل ما لا يقل عن أربعة من المقاتلين الأكراد وثلاثة من مقاتلي داعش في الاشتباكات التي اندلعت جنوب بلدة سلوك بمحافظة الرقة في يوم 19 يونيو (حزيران) 2015. وفي ليلة 22 يونيو (حزيران) 2015، قُتل ما لا يقل عن 26 مقاتلًا من تنظيم داعش في بلدة عين عيسى نتيجة الغارات الجوية التي شنتها قوات التحالف الدولي على معاقل داعش بالبلدة.